# Ixnay on the Hombre
Az Ixnay on the Hombre a The Offspring együttes negyedik nagylemeze, mely 1997. február 4-én, a zenekar gitárosának, Noodlesnek a 34. születésnapján jelent meg. A cím jelentése durván „le a rendszerrel”.

## Az album dalai
1. "Disclaimer" – 0:44
2. "The Meaning Of Life"  – 2:55
3. "Mota"  – 2:56
4. "Me & My Old Lady"  – 4:31
5. "Cool to Hate"  – 2:47
6. "Leave It Behind"  – 1:56
7. "Gone Away"  – 4:27
8. "I Choose"  – 3:53
9. "Intermission"  – 0:48
10. "All I Want"  – 1:54
11. "Way Down the Line"  – 2:35
12. "Don't Pick It Up"  – 1:52
13. "Amazed"  – 4:25
14. "Change the World"  – 6:23

Rejtett szám a Kiss My Ass (CD-n) és a Coctail (a bakeliten). Jello Biafra mondta a szöveget a Diclaimer-ben.
- Dexter Holland – Gitár, Vokál
- Noodles – Gitár
- Greg K. – Basszusgitár
- Ron Welty – Dob